# Der Dunkle Turm (Film)
Der Dunkle Turm (Originaltitel The Dark Tower) ist ein Fantasyfilm, der unter der Regie von Nikolaj Arcel entstand und auf der achtbändigen Fantasy-Saga Der Dunkle Turm von Stephen King basiert. Der Film kam am 4. August 2017 in die US-amerikanischen und am 10. August 2017 in die deutschen Kinos.

## Handlung
Der zwölfjährige New Yorker Jake Chambers hat Albträume und wird von Visionen aus einer anderen Welt heimgesucht, in denen ein schwarzgekleideter Mann versucht, einen Turm zu zerstören. Ein anderer Mann mit einem Revolver versucht, ihn aufzuhalten. In Jakes Träumen tauchen auch immer wieder der Zahlencode 19-19 sowie ein verfallenes Haus auf. Jake zeichnet alles auf, was er in seinen Träumen sieht. Seine Familie und auch der Nachbarjunge Timmy, sein bester Freund, halten ihn wegen seiner Visionen für verrückt. Auch sein Psychiater Dr. Hotchkiss glaubt ihm nicht. Er meint vielmehr, dass Jake in seinen Träumen den Verlust seines Vaters Elmer verarbeitet, der als Feuerwehrmann bei einem Einsatz starb. Jake ist überzeugt davon, dass es sich um mehr als nur Träume handelt. Auch wenn er nicht träumt, sieht er Menschen, deren Haut im Gesicht über eigenartige Nähte verfügt.
Obwohl Jake schließlich alle Zeichnungen von den Wänden in seinem Zimmer entfernt, will seine Familie ihn in einer Klinik außerhalb der Stadt unterbringen. Doch als er im Klinikpersonal Gefolgsleute des Mannes in Schwarz erkennt, flieht er und begibt sich auf die Suche nach dem Haus aus seinen Träumen. Dort angekommen, findet er eine Konsole, die ihn auffordert, sein Reiseziel einzugeben. Er gibt den Code 19-19 ein und gelangt durch ein Portal in eine stürmische Wüste in „Mittwelt“.
Am nächsten Morgen erreicht Jake einen weiteren Ort, den er in seinen Visionen gesehen hat. Dort trifft er auf den Mann mit dem Revolver. Nachdem er diesem von seinen Träumen erzählt und ihm seine Zeichnungen gezeigt hat, nimmt ihn der wortkarge Einzelgänger mit auf seinen Weg durch die endzeitliche Welt. Unterwegs stoßen sie auf Überreste einer früheren Gesellschaft, mit denen niemand mehr etwas anfangen kann. Roland Deschain von Gilead ist der letzte der einstmals zahlreichen Revolvermänner und der Erzfeind des Mannes in Schwarz. Er ist der Einzige, der gegen seine Magie immun ist. Angetrieben von dem Wunsch, Rache an dem Mann in Schwarz zu nehmen, versucht der Revolvermann nun, diesen mittels Jakes besonderer Fähigkeiten zu finden. Roland ist nicht mehr daran interessiert, den dunklen Turm zu beschützen, was eigentlich seine Aufgabe ist. Er erklärt Jake, dass von im nördlichen Ödland gelegenen Zentrum der Macht eine Energie ausgeht, die verhindert, dass die Dunkelheit und Dämonen in seine Welt eindringen können. Sollte es dem Mann in Schwarz gelingen, den schwarzen Turm zu Fall zu bringen, würde nicht nur die Erde zerstört werden, sondern auch Mittwelt untergehen. Einige Risse und Erschütterungen zeigen sich bereits in allen Welten.
Walter, der Mann in Schwarz, ist ein Hexer. Er reist mithilfe von Portalen durch die Welten und nutzt dabei seine magischen Kräfte, um alles und jeden zu vernichten, der sich ihm in den Weg stellt. Er kann Menschen mittels seiner Magie mit Leichtigkeit töten oder sie sich gegenseitig umbringen lassen. Auch Trugbilder und Illusionen kann er erzeugen oder Gefühle wie Hass in den Köpfen der Menschen implantieren. Er ist an Kindern mit besonderen telepathischen Fähigkeiten (Shining genannt) interessiert und ganz besonders an Jake, als er von dessen starkem Shining erfährt. Es heißt, einige wenige menschliche Kinder seien ganz alleine in der Lage, den Turm damit zu Fall zu bringen. Um Jake zu finden, stattet er auch dessen Familie einen Besuch ab und tötet alle. Jakes Mutter kann sich dabei nicht dagegen wehren, ihre Erinnerungen an Jake mit Walter zu teilen.
Roland bringt Jake zu einem Dorf, um ihn der Seherin Arra vorzustellen. Unterwegs dorthin werden sie von einem Dämon angegriffen, der Roland schwer verletzt. Im Dorf kann ihm medizinisch nicht geholfen werden. Aber Arra erkennt, dass Jakes Shining ungewöhnlich stark ausgeprägt ist. Jake kann damit über Welten hinweg sehen: von der Erde, die man in Mittwelt die fundamentale Welt nennt, in andere Bereiche des Universums. Walter kann Jake in dem Dorf aufspüren und sendet seine Männer aus, die den Jungen zu ihm bringen sollen. Der verletzte Roland und Jake können durch ein Portal auf die Erde fliehen, wo der Mann aus Mittwelt in einem Krankenhaus behandelt wird. Auf der Erde zeigt Roland Jake den Umgang mit einem Revolver. Auch hier wird der Junge jedoch von dem Mann in Schwarz aufgespürt und von ihm in seine festungsähnliche Anlage verschleppt. Jake unterstützt Roland mit Hilfe seines Shinings dabei, ihm zu folgen, um so das Portal zwischen beiden Orten offenzuhalten. Schließlich ist der Mann in Schwarz gezwungen, Roland Auge in Auge im Kampf gegenüberzutreten. Fast gelingt es dem Hexer, Roland zu vernichten. Doch dann besinnt sich der Revolvermann auf seine eigentliche Aufgabe, kann den Mann in Schwarz töten und Jake aus seiner Gefangenschaft befreien.
Da Jake sich nach dem Tod seiner Familie nicht mehr an seine Welt gebunden fühlt, geht er mit Roland zurück nach Mittwelt.

## Produktion

### Stab
Eine filmische Adaption von Stephen Kings Romanserie Der Dunkle Turm wurde ab dem Jahr 2007 mehrere Male in Angriff genommen, alle Projekte jedoch wieder aufgegeben.
Die Regie übernahm der Däne Nikolaj Arcel, der für seine Arbeit an dem 2012 veröffentlichten Film Die Königin und der Leibarzt bekannt wurde. Arcel arbeitete auch an der Drehbuchadaption des Films mit. Die weiteren Drehbuchautoren sind Akiva Goldsman, Anders Thomas Jensen und Jeff Pinkner. Nachdem anfänglich spekuliert wurde, der Film folge der Geschichte The Gunslinger aus dem Jahr 1982, beginnt Arcels Film in der Mitte der The-Dark-Tower-Reihe, wie King im März 2016 bekanntgab. Welche Bücher der Reihe genau in der Verfilmung dargestellt werden sollten, ließ er hingegen offen. Allerdings bemerkte King, dass der Mann in Schwarz im Film eine wichtige Rolle spielen werde. Arcel hingegen erklärte, viele Teile der Geschichte des Films seien in der heutigen, modernen Welt angesiedelt. Dies zeigte, dass es sich um keine exakte Verfilmung der Buchreihe handelt. Im Juli 2016 bestätige Arcel dies und gab bekannt, dass prinzipiell eine Fortsetzung der Romanreihe geplant sei, die sich derer Elemente und Figuren bediene, die sich allerdings auf eine andere Reise begeben.
Da die Romanserie lange Zeit als unverfilmbar galt, erzählt der Film eine neue Version von Stephen Kings Geschichte, die die Handlung fortsetzt und nach den Ereignissen des siebten und letzten Bandes spielt. Sony Pictures und Regisseur Nikolaj Arcel umgingen damit das Problem einer direkten Adaption, was zudem neue Möglichkeiten für den Film und das gesamte geplante Franchise eröffnet. King griff Arcel unter die Arme, indem er das Drehbuch las und dem Regisseur einige Anmerkungen zuschickte. Arcel sagte: „Er sagte mir mal: ‚Ich habe da ein paar Anpassungsvorschläge‘ und schickte uns eine Kopie vom Drehbuch zu, welches mit handgeschriebenen Kommentaren versehen wurde. Er war freundlich und respektvoll. Beispielsweise schrieb er an einer Stelle: ‚Vielleicht sollte Roland in dieser Szene nicht so viel sprechen‘. Er wollte quasi den wahren Charakter seiner Figuren schützen.“ Er habe zudem auch ein direktes Feedback von King erhalten, nachdem dieser den vollständigen Film zu Gesicht bekam. Dieser habe zu ihm gesagt: „Das ist nicht ganz das, was in meinen Büchern drin steht, aber der Geist und der Ton wurden sehr gut eingefangen. Ich bin sehr glücklich.“

### Besetzung und Synchronisation
Im März 2016 gab Stephen King bekannt, dass Matthew McConaughey und Idris Elba im Film Hauptrollen übernehmen werden. Elba ist als Roland Deschain zu sehen, der aus den Büchern auch als Mid-World’s last Gunslinger oder kurz The Gunslinger bekannt ist. McConaughey spielt The Man in Black oder auch Walter. Der Kinderdarsteller Tom Taylor übernahm die Rolle von Jake Chambers, Katheryn Winnick spielt seine Mutter Laurie und Nicholas Pauling ihren Mann Lon. Der Nachwuchsdarsteller Michael Barbieri ist in der Rolle von Jakes bestem Freund Timmy zu sehen. Rolands Vater Steven wird in Rückblenden von Dennis Haysbert gespielt, Jakes Vater von Karl Thaning. José Zúñiga ist in der Rolle von Jakes Therapeuten Dr. Hotchkiss zu sehen, Eva Kaminsky als die Klinikmitarbeiterin Jill, Jackie Earle Haley als einer der Gefolgsleute des Mannes in Schwarz mit dem Namen Sayre, Abbey Lee spielt Walters Gehilfin Tirana und Fran Kranz dessen rechte Hand Pimli. Claudia Kim übernahm die Rolle der Seherin Arra Champignon.
Auch der tollwütige Bernhardiner Cujo aus dem gleichnamigen Roman ist in einem Cameo-Auftritt auf den Straßen New Yorks zu sehen. Stephen King äußerte sich in einem Interview, Susannah, Eddie und Oy hätten ihm in dem Film allerdings gefehlt.
In der deutschen Synchronisation leiht Leon Boden dem Revolvermann Roland Deschain seine Stimme, und Benjamin Völz spricht den Mann in Schwarz. Sebastian Fitzner synchronisiert Jake Chambers, Ulrike Stürzbecher seine Mutter Laurie, Marcus Off deren neuen Mann Lon und Marco Eßer Jakes besten Freund Timmy. Peter Flechtner spricht Dr. Hotchkiss, Rubina Nath synchronisiert Arra, und Tobias Lelle übernahm für Sayre die Sprecherrolle.

### Dreharbeiten und Filmmusik

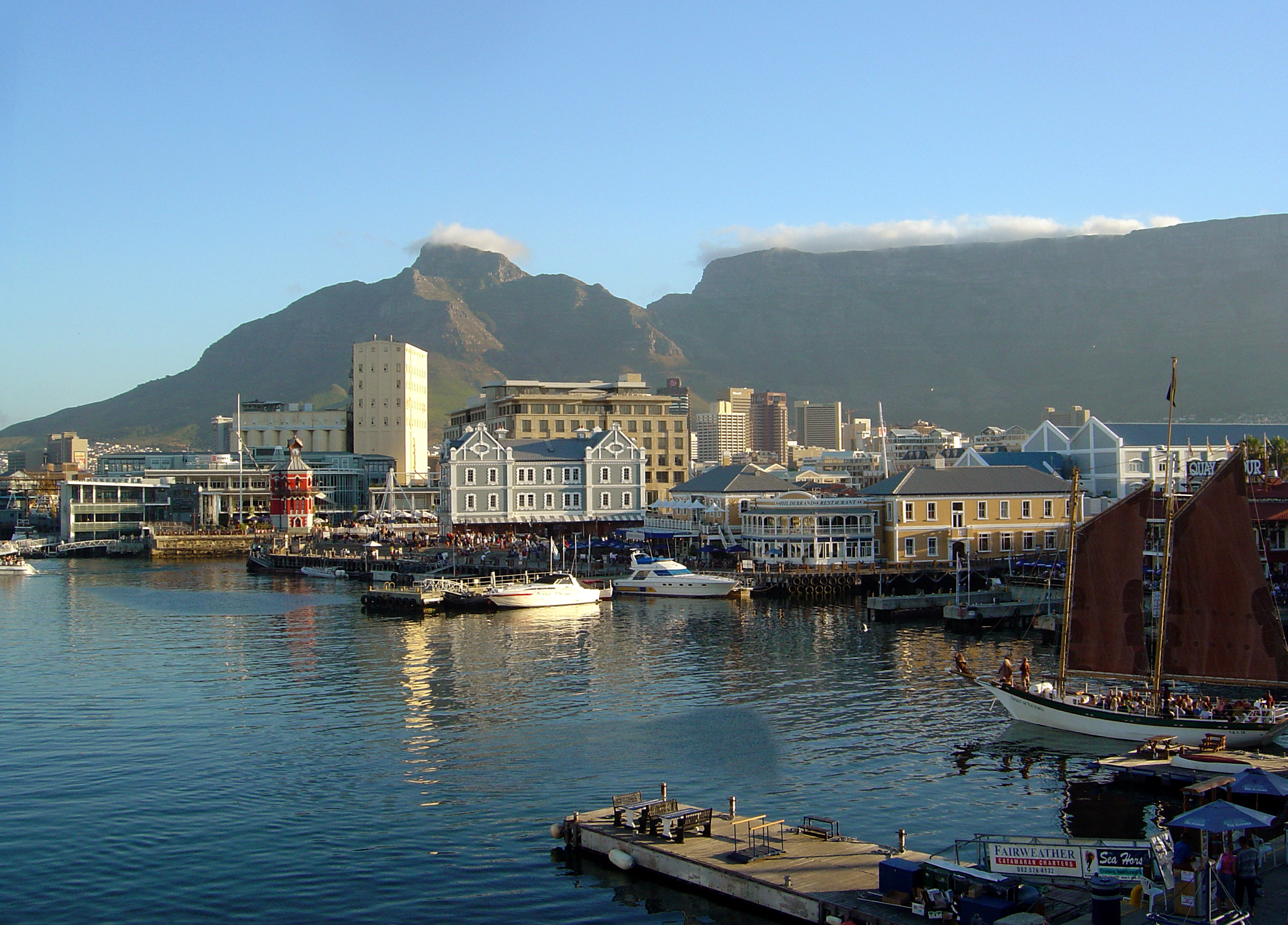
Kapstadt und der Tafelberg

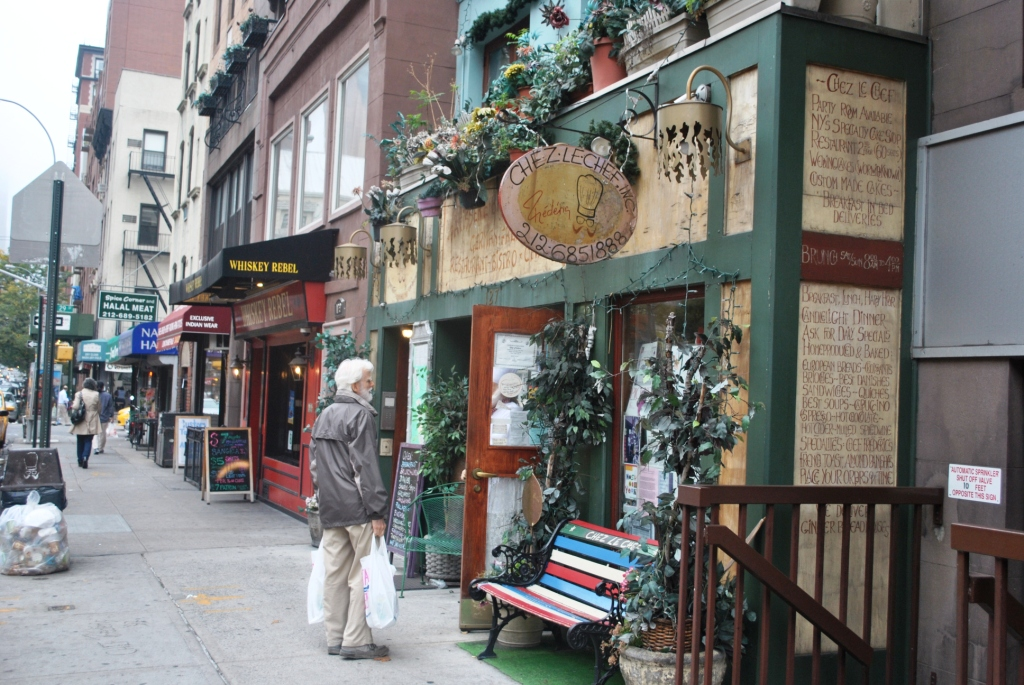
Die Lexington Avenue in Manhattan

Die Dreharbeiten wurden im April 2016 in Südafrika begonnen und fanden dort unter anderem an einem eingerichteten Filmset in Kapstadt, vor der vom Tafelberg geprägten Skyline, in den südafrikanischen Zederbergen und den gewaltigen Nationalparks des Landes statt. Weitere Aufnahmen wurden in New York gemacht, so Ende Juni 2016 zwischen dem Broadway, der 5th Avenue und der Madison Avenue in der Nähe des Madison Square Parks, wofür kein eigener Filmset eingerichtet worden war, sondern die Straßen, Plätze und ein Park als Kulisse genutzt wurden. Zudem fanden die Dreharbeiten in New York unter anderem in einem Ausgehviertel in der Lexington Avenue statt. Die gemachten Aufnahmen bestätigten die Aussagen des Regisseurs, nach denen der Film in der heutigen, modernen Welt angesiedelt ist. Ende Juli 2016 wurden die Dreharbeiten beendet.
Die Filmmusik wurde von Tom Holkenborg alias Junkie XL komponiert. Der Soundtrack zum Film umfasst 29 Musikstücke und wurde am 4. August 2017 von Sony Masterworks veröffentlicht.

### Marketing und Veröffentlichung
Im Mai 2017 war ein erster Trailer zum Film vorgestellt worden. Anfang Juli 2017 wurde ein weiterer Trailer veröffentlicht.
Der Film feierte am 31. Juli 2017 in New York seine Premiere und sollte ursprünglich am 17. Februar 2017 in die US-amerikanischen Kinos kommen, um die Zahl 19, welche in der Reihe eine große Bedeutung hat, mit der Veröffentlichung zu verbinden. Man entschied sich aber aus Kostengründen für eine Verschiebung zunächst auf den 28. Juli 2017. Nach einer erneuten Verschiebung kam der Film am 4. August 2017 in die US-amerikanischen und am 10. August 2017 in die deutschen Kinos. Am 1. Juli 2019 wird der Film in das Programm von Netflix aufgenommen.

## Rezeption

### Altersfreigabe
In den USA wurde der Film von der MPAA als PG-13 eingestuft. In Deutschland ist der Film FSK 12. In der Freigabebegründung heißt es: „Der Film ist bildgewaltig inszeniert und enthält eine Reihe von Actionszenen, bei denen der ‚Revolverheld‘ auch zahlreiche Bösewichte tötet. Die Tötungen werden jedoch nicht übermäßig ausgespielt und sind meistens nicht im Detail zu sehen. Für Kinder und Jugendliche ab 12 Jahren sind die Geschehnisse und speziell die choreographierten Actionszenen als irreal und realitätsfern erkennbar.“

### Kritiken
Victoria McNally von Nerdist meint, Idris Elba und Tom Taylor entwickelten zusammen eine wunderbare Dynamik, und die Schusswechsel seien passend cool. Doch fühle sich das Ganze auch irgendwie seltsam konventionell an, so McNally.
John DeFore von The Hollywood Reporter meint, auch wenn die Bücher mehr Phantasie bieten, als je in einen Spielfilm passen könnte und sich der Film bemühe, Neueinsteiger in diese Welt einzuführen, erzählten dessen Macher den Inhalt der Saga nicht archetypisch, und der Film wirke irgendwie zusammengepflastert.
Auf Owen Gleiberman von Variety wirkt der Film wie ein paranoides, metaphysisches Videospiel, das einige unterhaltsame visuelle Effekte beinhalte, doch tendiere die emotionale Wirkung dabei gegen Null, was in einer solchen Art von Film jedoch nicht unbedingt ein Nachteil sein müsse.
Bettina Peulecke vom NDR Kultur meint, der Film funktioniere wohl am besten für Nichtkenner von Kings Büchern, und es liege in der Natur der Sache, dass die pure Epik seines Werkes und die mehrdimensionale Fantasywelt lediglich als Inspiration für einen einzigen Film gelten könnten: „Fans werden Anspielungen erkennen, der normale Zuschauer sieht ein solides Action-Spektakel mit starken Hauptdarstellern: Idris Elba als innerlich ebenso zerrissener wie cooler Revolvermann und Matthew McConaughey als diabolischer Mann in Schwarz.“
In einer Kritik der dpa zum Film wird erklärt, dieser sei auch für Nicht-Buchkenner verständlich und kurzweilig: „Regisseur Nikolaj Arcel […] wirft nur Schlaglichter auf Kings Fantasy-Welt und lässt vieles aus. Das dient zwar dem klar erkennbaren roten Faden der Geschichte, könnte aber auch ein paar Buch-Fans enttäuschen.“ In der Kritik wird die schauspielerische Leistung von Idris Elba hervorgehoben, der die Rolle des gebrochenen Revolverhelden in zahlreichen Facetten interpretiere und diesen mal egoistisch, mal verletzlich und mal locker und cool spiele. Auch Matthew McConaughey sei ein echtes Highlight des Films.
Die Redaktion des Lexikon des internationalen Films vergab zwei von fünf Sternen und bemängelte, dass der Film „kaum Interesse an [Kings] endzeitlichen Welt weckt.“

### Einspielergebnis
Den Produktionskosten von rund 60 Millionen US-Dollar stehen bislang weltweite Einnahmen von 113,2 Millionen US-Dollar gegenüber, davon alleine 50,7 Millionen US-Dollar in den USA. In Deutschland verzeichnet der Film bislang 371.835 Besucher.

## Trivia
Der Film beinhaltet eine Vielzahl von Anspielungen auf weitere Romane von Stephen King und darauf beruhender Filme:
- Shining: Die Eröffnungsszene zeigt ein Paar Zwillingsmädchen in blauen Kleidern, die an die Grady-Zwillinge erinnern. Auf dem Schreibtisch von Jakes Therapeut steht ein Foto des Overlook-Hotels.
- Cujo: Als Jake nach Hause geht, ist ein großer Bernhardinerhund auf dem Gehsteig zu sehen.
- Christine: Der rote 1958 Plymouth Fury ist als ein Modellauto zu sehen, mit dem Jakes Freund Timmy zu Beginn des Films spielt.
- Stand by Me – Das Geheimnis eines Sommers: Als Jake das Haus findet, das er in seinem Traum in Brooklyn gesehen hat, ist ein Warnschild zu sehen. Ein ähnliches Schild hängt am Eingang des Schrottplatzes, den der Hund Chopper bewacht.
- Es: Jake und Roland streifen durch die Wälder von Mittwelt und stoßen auf die Überreste eines Vergnügungsparks. Ein zerstörtes Fahrgeschäft trägt den Namen Pennywise und es sind Luftballons zu sehen, was beides auf den mordenden Clown hinweist.
- Zimmer 1408: Das Portal, das Jake und Roland benutzen, um nach New York zurückzukehren, trägt die Nummer 14-08. 1408 ist die Nummer des verfluchten Hotelzimmers im Roman.
- Die Verurteilten: Roland berührt im Waffengeschäft ein schwarzweißes Plakat von Rita Hayworth. Ein solches Plakat wird vom verurteilten Andy Dufresne verwendet, um seinen Tunnel abzudecken, mit dem er dem Shawshank-Gefängnis entkommt.
- Misery: In Walters Kontrollraum steht eine Kopie des Buches Misery’s Child.
- Brennen muss Salem: Gegen Ende des Films passieren Jake und Roland ein Schild für ein Geschäft namens Barlow & Straker’s. Der Meistervampir Kurt Barlow und sein menschlicher Diener Richard Straker eröffnen in der Kleinstadt Salem’s Lot ein Antiquitätengeschäft.

Die Zahl 19 spielt im Romanzyklus eine zentrale Rolle. Sie taucht im Film zu Beginn als Kreidemalerei der spielenden Kinder auf. Das Zielportal, das Jake angibt, um Mittwelt zu erreichen, trägt die Nummer 19-19.

## Fernsehserie
Neben der Verfilmung der Buchreihe mit Idris Elba und Matthew McConaughey in den Hauptrollen befand sich zusätzlich eine Fernsehserie als Spin-off in Planung, in der ursprünglich zumindest Elba wieder die Rolle von Roland Deschain übernehmen sollte. Es sollte sich dabei um ein Prequel handeln, dessen Geschichte größtenteils auf dem vierten Band Glas (Originaltitel: The Dark Tower IV: Wizard and Glass) der Fantasy-Reihe basiert und die Ursprünge von Roland Deschain näher beleuchtet. Das Drehbuch hierzu sollte Anders Thomas Jensen gemeinsam mit Nikolaj Arcel schreiben. Den Posten des Showrunners sollte Glen Mazzara übernehmen.
2018 kauften Amazon Studios die Rechte an der Serie und begannen die Arbeit an einem Pilotfilm. Dieser war nun als Reboot geplant. Für die Hauptrollen seien laut Variety Jasper Pääkkönen und Sam Strike vorgesehen gewesen. 2020 wurde bekannt, dass Amazon die Serie doch nicht umsetzen werde.